# Chariton (Iowa)
Chariton – miasto w Stanach Zjednoczonych, w stanie Iowa, siedziba hrabstwa Lucas.

## Demografia
W 2000 liczyło 4573 mieszkańców. W 2023 liczba mieszkańców spadła do 4280 osób, a gęstość zaludnienia poniżej 446 osób/km².